# 李起昊
李 起昊（Lee Ki Ho、イ・ギホ、1972年 - ）は、韓国の小説家。江原道原州市出身。

## 略歴
1972年、江原道原州市に生まれる。1999年『現代文学』に短編小説『버니(バニー)』を発表し作品活動をスタートした。この作品はラップ音楽から生まれたようでもあり、韓国伝統民族芸術の一つであるパンソリのリズムも感じられる作品である。その後発表した作品も被疑者調書の問答形式を借用したり、聖書の文体と組版形式を借りるなど、様々な形式的実験を繰り返している。また、小説の中の登場人物も独特かつ異常な人々が多いが、私たちの周りに一人はいそうな現実的なところも持っている。李の小説は非常に愉快で生き生きしているが、社会に対する深い省察とパトスを感じることができるのが大きな魅力だと言える。

## 年譜
- 1972年、江原道原州市に生まれる[1]。
- 2010年、第11回李孝石文学賞受賞。
- 2013年、第1回KBS金承鈺文学賞受賞。

## 邦訳作品
- 『原州通信』清水知佐子 訳、クオン、韓国文学ショートショート、2018年10月
- 『誰にでも親切な教会のお兄さんカン・ミノ』斎藤真理子 訳 、亜紀書房、となりの国のものがたり、2020年1月
- 『舎弟たちの世界史』小西直子 訳、新泉社、韓国文学セレクション、2020年8月

## 代表作品
- 2004年、최순덕 성령충만기(チェスンドク、聖霊充満記)
- 2006年、갈팡질팡하다 이럴 줄 알았지(右往左往してるうちにこうなると思った)
- 2009年、사과는 잘해요(謝るのはうまい)
- 2013年、김박사는 누구인가(金博士は誰か)